# Хабейшвілі Соліко Євтихійович
Соліко Євтихійович Хабейшвілі (1935, Самтредія, тепер Грузія — вбитий 20 червня 1995, Тбілісі, Грузія) — грузинський радянський державний діяч, секретар ЦК КП Грузії. Член ЦК Комуністичної партії Грузії. Депутат Верховної Ради Грузинської РСР 7-го, 10—11-го скликань. Депутат Верховної Ради СРСР 9-го скликання.

## Життєпис
Закінчив Грузинський державний політехнічний інститут у місті Тбілісі.
З 1959 року —  старший лаборант науково-дослідної лабораторії, секретар комітету комсомолу (ЛКСМ Грузії) Грузинського державного політехнічного інституту.
Член КПРС з 1961 року.
До 1961 року — секретар, 2-й секретар Тбіліського міського комітету ЛКСМ Грузії. З 1961 року — 1-й секретар Тбіліського міського комітету ЛКСМ Грузії. До 1967 року — 2-й секретар ЦК ЛКСМ Грузії.
У 1967—1972 роках — заступник завідувача відділу ЦК ВЛКСМ у Москві.
У 1972—1973 роках — відповідальний працівник ЦК КП Грузії.
У 1973—1975 роках — 1-й секретар Кутаїського міського комітету КП Грузії.
У 1975 — липні 1982 року — завідувач відділу організаційно-партійної роботи ЦК КП Грузії.
2 липня 1982 — 17 серпня 1985 року — секретар ЦК КП Грузії.
Після приходу у 1985 році Джумбера Патіашвілі на посаду першого секретаря КП Грузії Хабейшвілі був звинувачений в хабарництві, заарештований і засуджений до 15 років ув'язнення. У 1990 році був звільнений із ув'язнення та реабілітований.
З 1992 року — керівник Фонду Едуарда Шеварднадзе «За демократію та відродження».
20 червня 1995 року вбитий найманими вбивцями в місті Тбілісі біля свого будинку. Похований на Вакійському цвинтарі Тбілісі.

## Нагороди
- орден Трудового Червоного Прапора (21.02.1974)
- орден Дружби народів (10.03.1981)
- орден «Знак Пошани» (2.04.1966)
- медалі